# Тацута Юґо
Тацута Юґо (яп. 立田 悠悟; нар. 21 червня 1998) — японський футболіст, що грав на позиції захисника.

## Клубна кар'єра
У дорослому футболі дебютував 2017 року виступами за команду клубу «Сімідзу С-Палс».

## Кар'єра в збірній
З 2019 року залучався до складу національної збірної Японії, з якою брав участь у Кубок Америки 2019.

## Статистика виступів
| Збірна Японії | Збірна Японії | Збірна Японії |
| Рік           | Матчі         | Голи          |
| ------------- | ------------- | ------------- |
| 2019          | 1             | 0             |
| Загалом       | 1             | 0             |

## Титули і досягнення
- Срібний призер Азійських ігор: 2018